# Дуель (Франція)
Дуе́ль (фр. Douelle) — муніципалітет у Франції, у регіоні Окситанія, департамент Лот. Населення — 829 осіб (01.01.2021).
Муніципалітет розташований на відстані близько 500 км на південь від Парижа, 100 км на північ від Тулузи, 7 км на захід від Каора.

## Історія
До 2015 року муніципалітет перебував у складі регіону Південь-Піренеї. Від 1 січня 2016 року належить до нового об'єднаного регіону Окситанія.

## Демографія
Динаміка населення (INSEE ):

## Економіка
2010 року серед 500 осіб працездатного віку (15—64 років) 356 були активними, 144 — неактивними (показник активності 71,2%, у 1999 році було 68,0%). З 356 активних мешканців працювала 331 особа (172 чоловіки та 159 жінок), безробітними було 25 (10 чоловіків та 15 жінок). Серед 144 неактивних 33 особи були учнями чи студентами, 71 — пенсіонерами, 40 були неактивними з інших причин.

У 2010 році в муніципалітеті числилось 382 оподатковані домогосподарства, у яких проживали 837,0 особи, медіана доходів виносила 19 609 євро на одного особоспоживача